# Homocaligidae
Homocaligidae zijn  een familie van mijten. Bij de familie zijn twee geslachten met circa acht soorten ingedeeld.